# Barbadori
I Barbadori furono una storica famiglia di Firenze, abitante il sesto di Oltrarno.

## Storia familiare
Il nome discenderebbe da un capostipite che per la barba bionda veniva chiamato "Barba d'oro". La famiglia si trova comunque a Firenze dal XII secolo, abitante il sesto di Oltrarno, dove ancora oggi esistono due torri dei Barbadori in Borgo San Jacopo e altre proprietà minori. La cappella familiare, dove avvenivano le sepolture dei suoi membri, erano nella chiesa di San Jacopo Soprarno.
Furono mercanti e diedero alla Repubblica 18 priori e 2 gonfalonieri di Giustizia. Al tempo dell'esilio di Cosimo de' Medici Niccolò Barbadori intuì il rischio che il ritorno del banchiere avrebbe comportato alle istituzioni repubblicate, e per questo venne lodato da Niccolò da Uzzano: «sarebbe meglio esser chiamato Barba d'argento, perché venendo i tuoi consigli da uomo canuto dovrebbero essere più saggi». Per questo il Barbadori venne poi esiliato assieme a Rinaldo degli Albizi, nel 1434. 
Altri rami familiari tuttavia rimasero in città, e vissero una stagione di ricchezza e benessere. Gherado di Bartolomeo Barbadori, morto senza figli nel 1429, lasciò i suoi averi ai Capitani di Orsanmichele perché realizzassero a Santo Spirito una cappella dedicata a san Frediano, patrono del quartiere; la pala d'altare venne commissionata a Filippo Lippi (1438) e oggi si trova al Louvre. I Barbadori ebbero anche una cappella  in Santa Felicita, dove fecero realizzare una cupola sperimentale a Filippo Brunelleschi, che la realizzò senza impalcatura, prefigurando il cantiere di Santa Maria del Fiore. 
Nel 1615 la famiglia si estinse con Alessandro, che lasciò il proprio patrimonio a Maffeo Barberini, futuro Urbano VIII, figlio di una sua parente, Camilla Barbadori: di essa il Barberini, da cardinale, commissionò un busto a Gianlorenzo Bernini.
Negli anni 1950, in onore alle loro torri, venne intitolata a essi la via dei Barbadori.

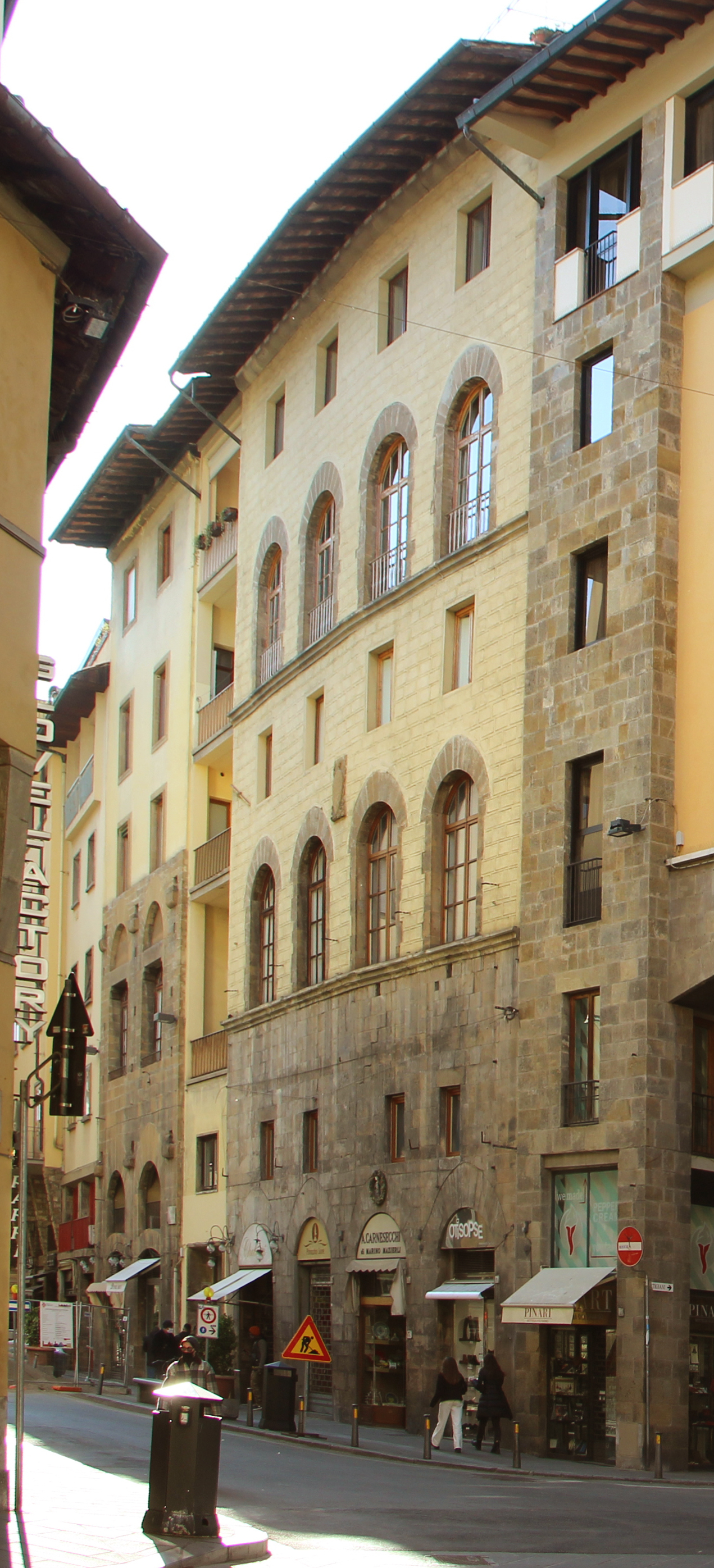
Palagio Barbadori, in via Guicciardini (ricostruito dopo il 1944)
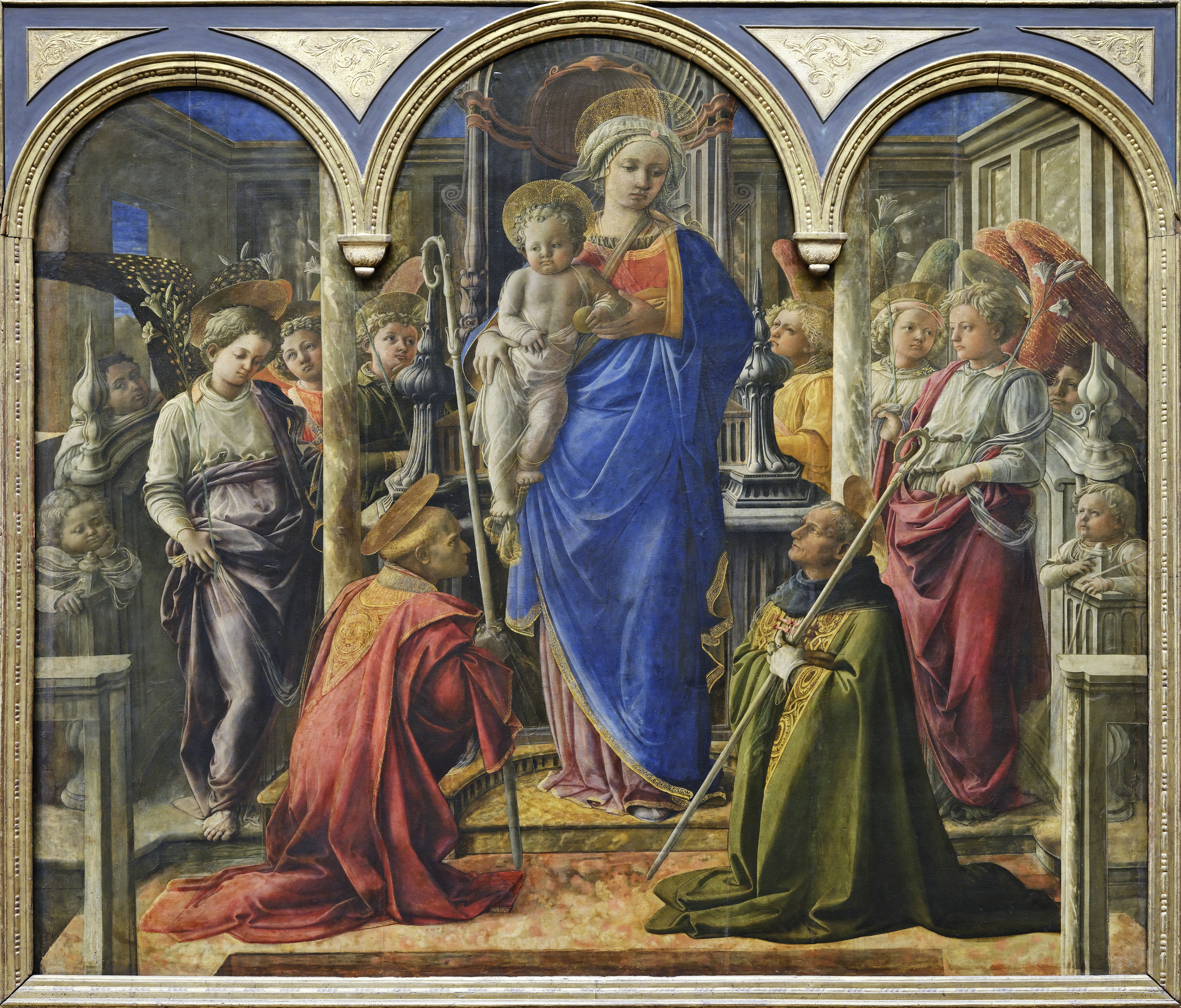
Filippo Lippi, Pala Barbadori (Louvre)
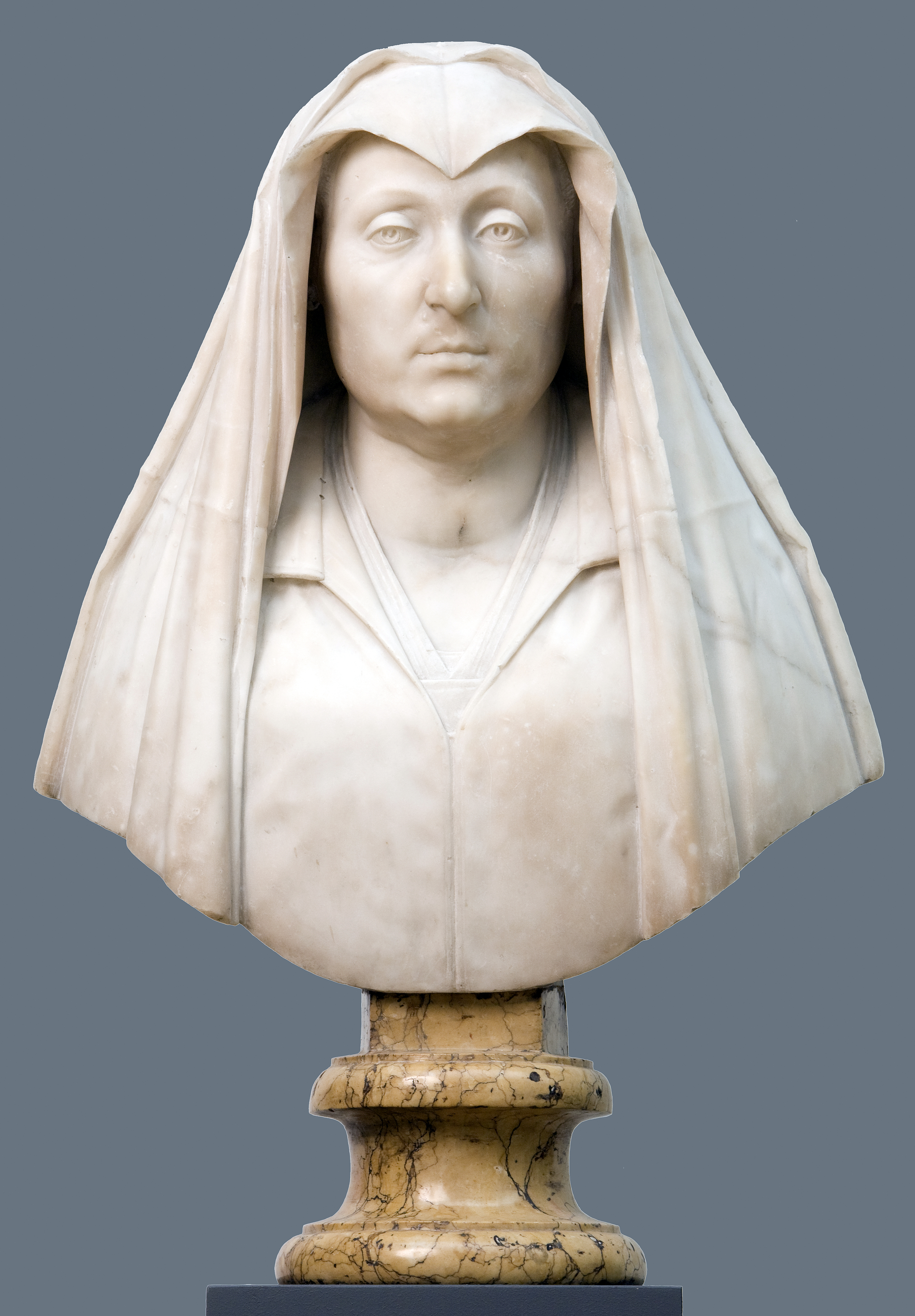
Gianlorenzo Bernini, Busto di Camilla Barbadori, madre di papa Urbano VII